# 산드로 빌레타
산드로 빌레타(이탈리아어: Sandro Viletta, 1986년 1월 23일 ~ )는 스위스의 은퇴한 알파인 스키 선수이다. 2014년 동계 올림픽 복합 부문에서 금메달을 획득했다.